# Ipomoea marginata
Ipomoea marginata es una especie de planta fanerógama perteneciente a la familia Convolvulaceae. Es una de las Diez Flores Sagradas de Kerala.

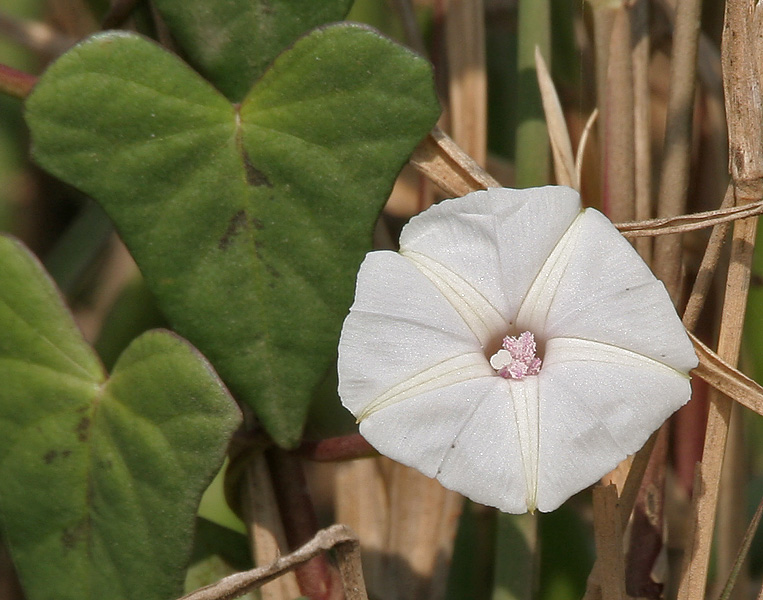
Detalle de la flor

## Descripción
Tiene las hojas alternas, triangular-cordiformes, de 5-8 por 3-5 cm, base cordada, ápice acuminado, tenuemente pubescente, peciolo de 1-2 cm long. Las inflorescencias en cimas sub-umbeladas. Los lóbulos del cáliz sub iguales, obovados, glabros. Corola rosada-blanca de 3 cm. El fruto es una cápsula globosa; con semillas pubescentes. 

## Taxonomía
Ipomoea marginata fue descrita por (Desr.) Verdc. y publicado en Kew Bull. 42(3): 658 658 1987.
Sinonimia
- Convolvulus marginatus Desr.
- Convolvulus verrucosus (Blume) D. Dietr.
- Ipomoea sepiaria Koenig ex Roxb.
- Ipomoea subtrilobans Miq.
- Ipomoea verrucosa Blume[2]